# Секуду
Секуду (малай. Pulau Sekudu) — острів у Східному регіоні Сінгапуру, в районі Чанги, поблизу острова Убін. Відомий також як «Жабячий острів». Незважаючи на близькість до берега, дістатися до острова можна лише човном.
Довжина острова приблизно 200 метрів, а ширина — 50 м.

## Легенда
За легендою жаба, свиня та слон вирішили перетнути Джохорську протоку. Жаба потонула і перетворилась на острів Секуду. Слон і свиня також потонули і стали островами Пулау-Убін. Спочатку це було 2 острови, розділені річкою, але потім на ній почали розводити креветки і будувати дамби, через що річка обміліла і два острови стали одним.